# Cristina Esteban
María Cristina Esteban Pérez (Matarrubia, província de Guadalajara, 1951) és una productora i directora de cinema espanyola. Llicenciada en ciències econòmiques i empresarials, es va establir a València i s'hi dedicà a l'impuls d'empreses audiovisuals. El 1988 va fundar amb Piluca Baquero la productora i escola de vídeo Videomax, amb la que va realitzar produccions publicitàries, i que el 1990 va abandonar per fundar Equip Cívic. El 1994 va dirigir i produir el seu únic llargmetratge, el documental Ojalá Val del Omar, basat en la vida i obra de l'artista José Val del Omar després de quatre anys d'investigació. i que va gaudir d'ajudes de la Generalitat Valenciana i de l'Institut de la Cinematografia i de les Arts Audiovisuals (ICAA). Fou exhibida al Festival de Cinema d'Alcalá de Henares al Festival Internacional de Cinema de Venècia, a la mostra Cinema Jove i al Festival de Sitges,